# Billionaire
«Billionaire» (с англ. — «Миллиардер») ― сингл американского исполнителя Трэви Маккоя с его дебютного студийного альбома Lazarus при участии певца Бруно Марса. Он был выпущен 9 марта 2010 года в различных странах с помощью цифровой загрузки в качестве ведущего сингла альбома Fueled by Ramen. Сингл занял 1-е место в Нидерландах, 2-е место в Ирландии и Новой Зеландии, а также вошел в пятерку лучших в Великобритании и Соединенных Штатах. Он был сертифицирован четыре раза платиновым в США и дважды платиновым в Канаде и Австралии.

## Критика
«Billionaire» получил неоднозначные отзывы от музыкальных критиков. Ник Левин из Digital Spy оценил песню на четыре звезды из пяти, назвав её летним поп-лакомством. Джеймс Монтгомери из MTV News наслаждался треком, сказав, что он идеально подходит для лета и поднимает настроение. Джерри Шрайвер из USA Today похвалил сингл, найдя его веселым. Фрейзер Макэлпайн из блога BBC Chart дал синглу четыре звезды. Он отметил, что трек оптимистичный и жизнерадостный, с позитивным посланием.
В смешанном обзоре Мелани Бертольди из Billboard наградила его тремя с половиной звездами из пяти, заявив, что текст песни может быть непоследовательным, но ритм все равно идет гладко. Родриго Перес из MTV News похвалил инструментовку песни, но раскритиковал её текст, назвав его «списком желаний». Джон Караманика из The New York Times сказал, что Маккой намекает на свою бывшую девушку, Кэти Перри в одном из стихов.
В отрицательном отзыве Ник Месситт из Forbes, раскритиковал сингл за копирование песни «Santeria» 1997 года. Майк Дайвер из Би-би-си назвал стиль регги ужасно устаревшим. Точно так же Шарьяр Ризви из Dallas Observer сильно раскритиковал текст песни, сказав, что он звучит также как другие песни, которые объясняют, что бы сделал музыкант, если бы у него была куча денег или он правил миром. Ризви добавила, что она хотела бы, чтобы Маккой сделал какую-то благотворительную работу, как он обещал в песне. На премии ASCAP Pop Music Awards 2011 года песня была одним из победителей в номинации «Самые исполняемые песни». Она получила номинацию на Choice Music: Summer Song на премии Teen Choice Awards 2010.

## Музыкальное видео
Сопровождающее музыкальное видео для песни было снято режиссёром Марком Штаубахом в различных местах Лос-Анджелеса, штат Калифорния. Впервые он был показан по каналу MTV 6 мая 2010 года. Видео начинается с того, что Марс играет на гитаре и поет вступительный припев, сидя на станции спасателей в Венис-Бич. Сцена переключается на рэп Маккоя, сидящего за рулем Mini Cooper с Марсом на пассажирском сиденье. На видео видно, как Маккой помогает четырём людям и большой группе в конце. Он заменит сломанный скейтборд мужчины, купит компакт-диск начинающего музыканта, отдаст ключи от мини-Купера подростку, пытающемуся добраться автостопом до Женевы, штат Нью-Йорк, и даст художнику-граффитисту больше краски из баллончика после того, как он закончится. Затем видеозапись переключается на Венис-Бич. У группы заканчивается пиво, но Маккой и Марс приходят и раздают ещё пива, чтобы восстановить жизнь на вечеринке. Марс и Маккой, с Питом Венцем из Fall Out Boy катаются на разных скутерах.

## Трек-лист
| №  | Название                             | Длительность |
| -- | ------------------------------------ | ------------ |
| 1. | «Billionaire» (featuring Bruno Mars) | 3:29         |

| №  | Название                                          | Длительность |
| -- | ------------------------------------------------- | ------------ |
| 1. | «Billionaire (radio edit)» (featuring Bruno Mars) | 3:06         |

| №  | Название                             | Длительность |
| -- | ------------------------------------ | ------------ |
| 1. | «Billionaire» (featuring Bruno Mars) | 3:29         |
| 2. | «Bad All By Myself»                  | 3:24         |
| 3. | «Superbad (11:34)»                   | 3:12         |

| №  | Название                                           | Длительность |
| -- | -------------------------------------------------- | ------------ |
| 1. | «Billionaire» (featuring Bruno Mars)               | 3:29         |
| 2. | «Billionaire (Acoustic)» (featuring Bruno Mars)    | 3:32         |
| 3. | «Billionaire (Music Video)» (featuring Bruno Mars) | 3:34         |

| №  | Название                             | Длительность |
| -- | ------------------------------------ | ------------ |
| 1. | «Billionaire» (featuring Bruno Mars) | 3:29         |
| 2. | «Bad All By Myself»                  | 3:24         |

## Чарты
| Чарт (2010)                                | Высшая позиция |
| ------------------------------------------ | -------------- |
| Австралия (ARIA)                           | 5              |
| Австрия (Ö3 Austria Top 40)                | 11             |
| Бельгия/Фландрия (Ultratop 50)             | 18             |
| Бельгия/Валлония (Ultratip Bubbling Under) | 3              |
| Brazil Hot 100 Airplay (Billboard)         | 93             |
| Канада (Billboard Canadian Hot 100)        | 12             |
| Канада (Billboard CHR/Top 40)              | 9              |
| Канада (Billboard Hot AC)                  | 10             |
| Чехия (Rádio — Top 100)                    | 24             |
| Дания (Tracklisten)                        | 8              |
| Германия (GfK)                             | 16             |
| Венгрия (Rádiós Top 40)                    | 5              |
| Ирландия (IRMA)                            | 2              |
| Israel (Media Forest)                      | 1              |
| Нидерланды (Dutch Top 40)                  | 1              |
| Нидерланды (Single Top 100)                | 4              |
| Mexico Ingles Airplay (Billboard)          | 47             |
| Новая Зеландия (Recorded Music NZ)         | 2              |
| Норвегия (VG-lista)                        | 11             |
| Польша (Polish Airplay Top 100)            | 2              |
| Portugal Digital Songs Sales (Billboard)   | 8              |
| Romania (Romanian Top 100)                 | 8              |
| Швеция (Sverigetopplistan)                 | 17             |
| Швейцария (Schweizer Hitparade)            | 14             |
| Великобритания (OCC UK Singles)            | 3              |
| Великобритания (OCC UK Hip Hop/R&B)        | 1              |
| США (Billboard Hot 100)                    | 4              |
| США (Billboard Adult Pop Airplay)          | 33             |
| США (Billboard Dance/Mix Show Airplay)     | 13             |
| США (Billboard Hot R&B/Hip-Hop Songs)      | 76             |
| США (Billboard Hot Rap Songs)              | 9              |
| США (Billboard Latin Pop Airplay)          | 15             |
| США (Billboard Pop Airplay)                | 3              |
| США (Billboard Rhythmic)                   | 5              |

| Чарт(2010)                         | Высшая позиция |
| ---------------------------------- | -------------- |
| Brazil Hot 100 Airplay (Billboard) | 3              |

| Чарт(2010)                          | Высшая позиция |
| ----------------------------------- | -------------- |
| Канада (Billboard Canadian Hot 100) | 24             |
| США (Billboard Hot 100)             | 28             |

| Чарт(2010)                       | Позиция |
| -------------------------------- | ------- |
| Australia (ARIA)                 | 30      |
| Canada (Canadian Hot 100)        | 45      |
| Hungary (Rádiós Top 40)          | 34      |
| Netherlands (Dutch Top 40)       | 17      |
| Netherlands (Single Top 100)     | 32      |
| New Zealand (RIANZ)              | 13      |
| Romania (Romanian Top 100)       | 31      |
| Sweden (Sverigetopplistan)       | 50      |
| UK Singles (UK Singles Chart)    | 23      |
| US Billboard Hot 100             | 23      |
| US Hot Rap Songs (Billboard)     | 31      |
| US Mainstream Top 40 (Billboard) | 19      |
| US Rhythmic (Billboard)          | 26      |

| Чарт(2011)              | Позиция |
| ----------------------- | ------- |
| Hungary (Rádiós Top 40) | 32      |

| Чарт (2019)    | Позиция |
| -------------- | ------- |
| Portugal (AFP) | 2467    |

## Сертификации
| Регион | Сертификация  | Продажи   |
| --- | ------------- | --------- |
| Австралия (ARIA) | 2× Платиновый | 140 000^  |
| Канада (Music Canada) | 2× Платиновый | 160 000*  |
| Новая Зеландия (RMNZ) | Платиновый    | 15 000*   |
| Великобритания (BPI) | Платиновый    | 600 000   |
| США (RIAA) | 4× Платиновый | 4 000 000 |
| * Данные о продажах приведены только на основе сертификации. · ^ Данные о тиражах приведены только на основе сертификации. · Данные о продажах + прослушиваниях приведены только на основе сертификации. |               |           |